# Ophiodothella vaccinii
Ophiodothella vaccinii är en svampart som beskrevs av Boyd 1934. Ophiodothella vaccinii ingår i släktet Ophiodothella och familjen Phyllachoraceae.   Inga underarter finns listade i Catalogue of Life.